# Fannia spathiophora
Fannia spathiophora är en tvåvingeart som beskrevs av Malloch 1918. Fannia spathiophora ingår i släktet Fannia och familjen takdansflugor. Arten är reproducerande i Sverige. Inga underarter finns listade i Catalogue of Life.